# Semaine 28
D'après la norme ISO 8601, une semaine débute un lundi et s'achève un dimanche, et une semaine dépend d'une année lorsqu'elle place une majorité de ses sept jours dans l'année en question, soit au moins quatre. Dès lors, la semaine 28 est la semaine du vingt-huitième jeudi de l'année. Elle suit la semaine 27 et précède la semaine 29 de la même année.
La semaine 28 est pratiquement toujours la semaine du 12 juillet, sauf exceptionnellement, dans le cas d'une année bissextile commençant un jeudi.
Elle commence au plus tôt le 5 juillet et au plus tard le 12 juillet.
Elle se termine au plus tôt le 11 juillet et au plus tard le 18 juillet.

## Notations normalisées
La semaine 28 dans son ensemble est notée sous la forme W28 pour abréger.
| Jour de la semaine 28 | Notation |
| --------------------- | -------- |
| Lundi                 | W28-1    |
| Mardi                 | W28-2    |
| Mercredi              | W28-3    |
| Jeudi                 | W28-4    |
| Vendredi              | W28-5    |
| Samedi                | W28-6    |
| Dimanche              | W28-7    |

## Cas de figure
| Cas | Le 31 décembre est… | L'année est une année… | Le vingt-huitième jeudi de l'année tombe… | La semaine 28 débute… | La semaine 28 s'achève… | Premier cas après 2008 |
| --- | ------------------- | ---------------------- | ----------------------------------------- | --------------------- | ----------------------- | ---------------------- |
| 0   | Un vendredi         | bissextile DC          | Le 8 juillet                              | Le lundi 5 juillet    | Le dimanche 11 juillet  | 2032                   |
| 1   | Un jeudi            | D ou ED                | Le 9 juillet                              | Le lundi 6 juillet    | Le dimanche 12 juillet  | 2009                   |
| 2   | Un mercredi         | E ou FE                | Le 10 juillet                             | Le lundi 7 juillet    | Le dimanche 13 juillet  | 2014                   |
| 3   | Un mardi            | F ou GF                | Le 11 juillet                             | Le lundi 8 juillet    | Le dimanche 14 juillet  | 2013                   |
| 4   | Un lundi            | G ou AG                | Le 12 juillet                             | Le lundi 9 juillet    | Le dimanche 15 juillet  | 2018                   |
| 5   | Un dimanche         | A ou BA                | Le 13 juillet                             | Le lundi 10 juillet   | Le dimanche 16 juillet  | 2017                   |
| 6   | Un samedi           | B ou CB                | Le 14 juillet                             | Le lundi 11 juillet   | Le dimanche 17 juillet  | 2011                   |
| 7   | Un vendredi         | C                      | Le 15 juillet                             | Le lundi 12 juillet   | Le dimanche 18 juillet  | 2010                   |

1. 1 2 3  Dans ce cas, l'année compte une semaine 53.